# Joey DiGiamarino
Joseph Anthony "Joey" DiGiamarino (6 de abril de 1977) é um ex-futebolista profissional estadunidense que atuava como defensor.

## Carreira
Joey DiGiamarino representou a Seleção Estadunidense de Futebol nas Olimpíadas de 2000.